# Márcio Thomaz Bastos
Márcio Thomaz Bastos GOMM (Cruzeiro, 30 de julho de 1935 – São Paulo, 20 de novembro de 2014) foi um advogado criminalista brasileiro. Foi ministro da Justiça do Brasil durante o primeiro mandato de Luiz Inácio Lula da Silva e durante três meses do segundo, entre 2003 e 2007.
Também foi presidente do Conselho Federal da Ordem dos Advogados do Brasil, de 1987 a 1989.
Entre os casos famosos em que trabalhou, foi o advogado de defesa das empreiteiras na Operação Castelo de Areia e na Operação Lava Jato. Conforme delação de Antonio Palocci, teria intermediado propina para ministros do Superior Tribunal de Justiça barrarem as duas investigações.
Ao falecer, deixou uma herança no valor total de 393 milhões de reais.

## Formação e carreira
Formado em Direito pela Universidade de São Paulo (USP), na turma de 1958, era casado com Maria Leonor de Castro Bastos.
Participou de seu primeiro júri em 1957, ainda na condição de solicitador acadêmico. Entre defesas e acusações, ao longo deste tempo, trabalhou em quase 1000 julgamentos perante o Tribunal do Júri, quase sempre defendendo gratuitamente acusados que não tinham condições de arcar com honorários advocatícios.
Depois de formado, abriu um escritório na casa de seu pai, em sua cidade natal. Foi vereador pelo PSP, mesmo partido de seu pai, adhemarista, em Cruzeiro, de 1964 a 1969.
Quando eclodiu o Golpe de 1964, o jovem vereador propôs, como líder da bancada do PSP, enviar um ofício ao governador Adhemar de Barros, "exprimindo seu apoio à atuação dessas dignas autoridades". A ata da 16ª legislatura de Cruzeiro informa que Thomaz Bastos foi à tribuna e defendeu o apoio ao golpe.
Com a publicação do AI-2 em 1965, que extinguiu os partidos políticos de então e instituiu o bipartidarismo, Thomaz Bastos não se filiou a nenhum dos partidos, embora seus colegas da época lembrem que ele atuava pela Aliança Renovadora Nacional (ARENA).
Em 1966, seu pai se torna Secretário do Interior do governador Laudo Natel, e Thomaz Bastos pede licença por seis meses de seu mandato para trabalhar na secretaria. Seu pai o colocou como consultor na Companhia Melhoramentos de Paraibuna, depois incorporada à CESP.
Depois do mandato como vereador, muda-se para São Paulo, onde abre um escritório de advocacia com dois colegas mais velhos. Passa a se dedicar à área criminal, especializando-se em júris. Notabiliza-se pela defesa de maridos que mataram as esposas, arguindo a legítima defesa da honra. Anos depois, seria ele a derrubar esta tese, no julgamento de Lindomar Castilho.
Em 1972, passa a atuar na Ordem dos Advogados do Brasil (OAB), primeiro como examinador de novos candidatos, depois, como conselheiro, fazendo palestras pelo interior do estado. Atuando pela Ordem, começou a se aproximar dos movimentos sociais.
O advogado Bastos foi o responsável pelas indicações para o STF feitas no Governo Lula. Foram indicados 8 ministros: Cezar Peluso, Carlos Alberto Menezes Direito, Carlos Ayres Britto, Cármen Lúcia Antunes Rocha, Ricardo Lewandowski, Eros Grau, Joaquim Barbosa e Dias Toffoli.
Advogado exclusivamente de direito criminal, Márcio Thomaz Bastos atuou ao lado do Eliseu Buchmeier na acusação dos assassinos de Chico Mendes.
Foi fundador e chefe de um dos mais respeitados escritórios de advocacia criminal do país, no qual atuou até 2003, quando tornou-se ministro da Justiça, a convite do presidente Luiz Inácio Lula da Silva. Teve como sócios, até assumir a pasta ministerial, os advogados Sônia Cochrane Ráo, Dora Cavalcanti Cordani e Luiz Fernando Pacheco. Em março de 2003, Thomaz Bastos foi condecorado pelo presidente Lula com a admissão à Ordem do Mérito Militar no grau de Grande-Oficial especial.
Em seu escritório, com sede em São Paulo, liderou a equipe de defesa do médico Roger Abdelmassih, condenado a 278 anos de prisão, hoje capturado, como também à defesa dos estudantes que, durante um trote, afogaram Edison Tsung Chi Hsueh, estudante de medicina encontrado morto em uma piscina da USP em 1999. Os estudantes foram beneficiados por Habeas Corpus no STJ 22963 / SP que trancou a Ação Penal a que respondiam.
Em 2012, figurou como um dos advogados responsáveis pela defesa do estudante Thor Batista, filho do empresário Eike Batista acusado de causar a morte de um ciclista na BR-040 por excesso de velocidade.
Seu escritório aceitou a defesa do empresário Carlinhos Cachoeira, em crime de colarinho branco.

## Atuação pública

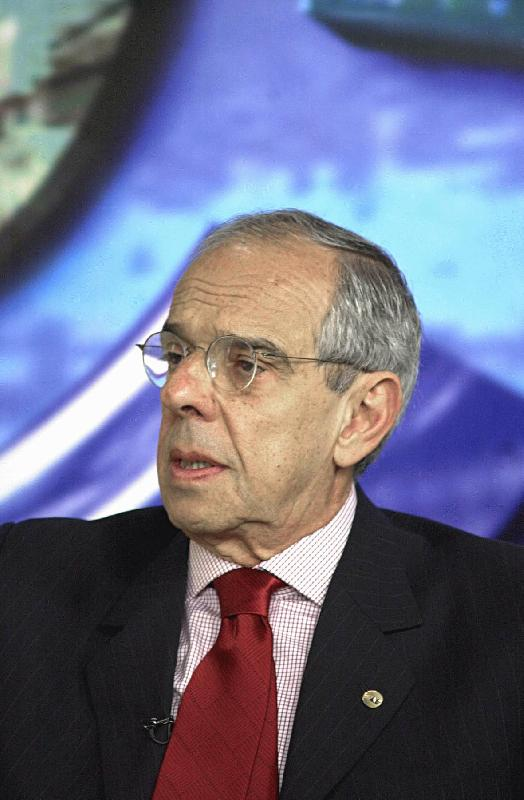
Bastos em 2003, como ministro da justiça do Brasil.

Foi presidente da Seccional da Ordem dos Advogados do Brasil (OAB) do Estado de São Paulo, gestão de 1983 até 1985, com participação no movimento pelas Diretas Já, e do Conselho Federal da OAB, de 1987 até 1989, período da Constituinte.
Em 1990, após a eleição de Fernando Collor, integrou o governo paralelo instituído pelo Partido dos Trabalhadores como encarregado do setor de Justiça e Segurança. Em 1992, juntamente com o jurista Evandro Lins e Silva, participou da redação da petição que resultou no impeachment do presidente da República.
Em 1996, defendeu uma campanha informativa, encampada pela OAB, para incentivar o voto consciente dos eleitores. A campanha visava ainda cobrar dos candidatos às eleições a divulgação dos financiadores de suas campanhas para que o público soubesse quem estava por trás de cada um deles.
Foi fundador, juntamente com Severo Gomes, Jair Meneghelli e dom Luciano Mendes de Almeida, do movimento "Ação pela Cidadania". Recentemente, ao lado de profissionais liberais como o criminalista Arnaldo Malheiros Filho, fundou o IDDD – Instituto de Defesa do Direito de Defesa.
Manteve várias ideias polêmicas, como a liberação da maconha e demais entorpecentes, controle externo do judiciário e ampliação das penas alternativas.

### Ministério da Justiça
Como ministro da justiça do governo do presidente Luiz Inácio Lula da Silva, destacou-se pela reestruturação da Polícia Federal, bem como também pela aprovação da Emenda Constitucional 45 (conhecida como a Reforma do Poder Judiciário), e pelo Estatuto do Desarmamento; pela Homologação da Terra Indígena Raposa Serra do Sol, iniciativa das comunidades indígenas; e pelo início da reestruturação do Sistema Brasileiro de Concorrência (esse iniciado durante sua administração junto ao governo Lula), pela criação do Departamento de Recuperação de Ativos e Cooperação Jurídica Internacional – DRCI e pela Estratégia Nacional de Combate à Lavagem de Dinheiro - ENCLA depois modificada para incluir o combate à Corrupção, passando a se chamar Estratégia Nacional de Combate à Corrupção e à Lavagem de Dinheiro – ENCCLA.
Apesar de sua atuação como advogado de defesa nas mais importantes acusações de crimes de colarinho branco, em sua gestão como ministro, especialmente na reestruturação da Polícia Federal, no combate à lavagem de dinheiro, na cooperação jurídica internacional e recuperação de ativos ilícitos, que permitiram o substancial avanço nas investigações e persecução penal desses crimes.
Após cumprir um período de quarentena, retornou à advocacia em São Paulo, onde escritório de sua administração acompanha judicialmente o Caso de Carlinhos Cachoeira em processo antigo, no que se refere a organizações criminosas e que agora se encontra em Comissão Parlamentar de Inquérito Mista (CPIM) do Congresso Nacional, que procura equacionar o problema altamente complexo, da esfera Política, do Crime organizado/Organização criminosa, no Brasil.
A ação desenvolve-se a partir de vários inquéritos interligados, da Polícia Federal e da Agência Brasileira de Inteligência, já iniciados no governo Fernando Henrique Cardoso da versão moderna e coordenadora do Sistema Nacional de Inteligência do Brasil, que remontam a mais de dez anos de investigação a nível de Governo Federal.

## Morte
Faleceu em 20 de novembro de 2014, em decorrência de problemas pulmonares.